# Notre-Dame-de-l’Assomption (Mont-devant-Sassey)

Romanischer Chor und Krypta von Notre-Dame-de-l’Assomption. Ansicht von Osten

Längsschnitt von Notre-Dame-de-l’Assomption. Zeichnung vor 1919

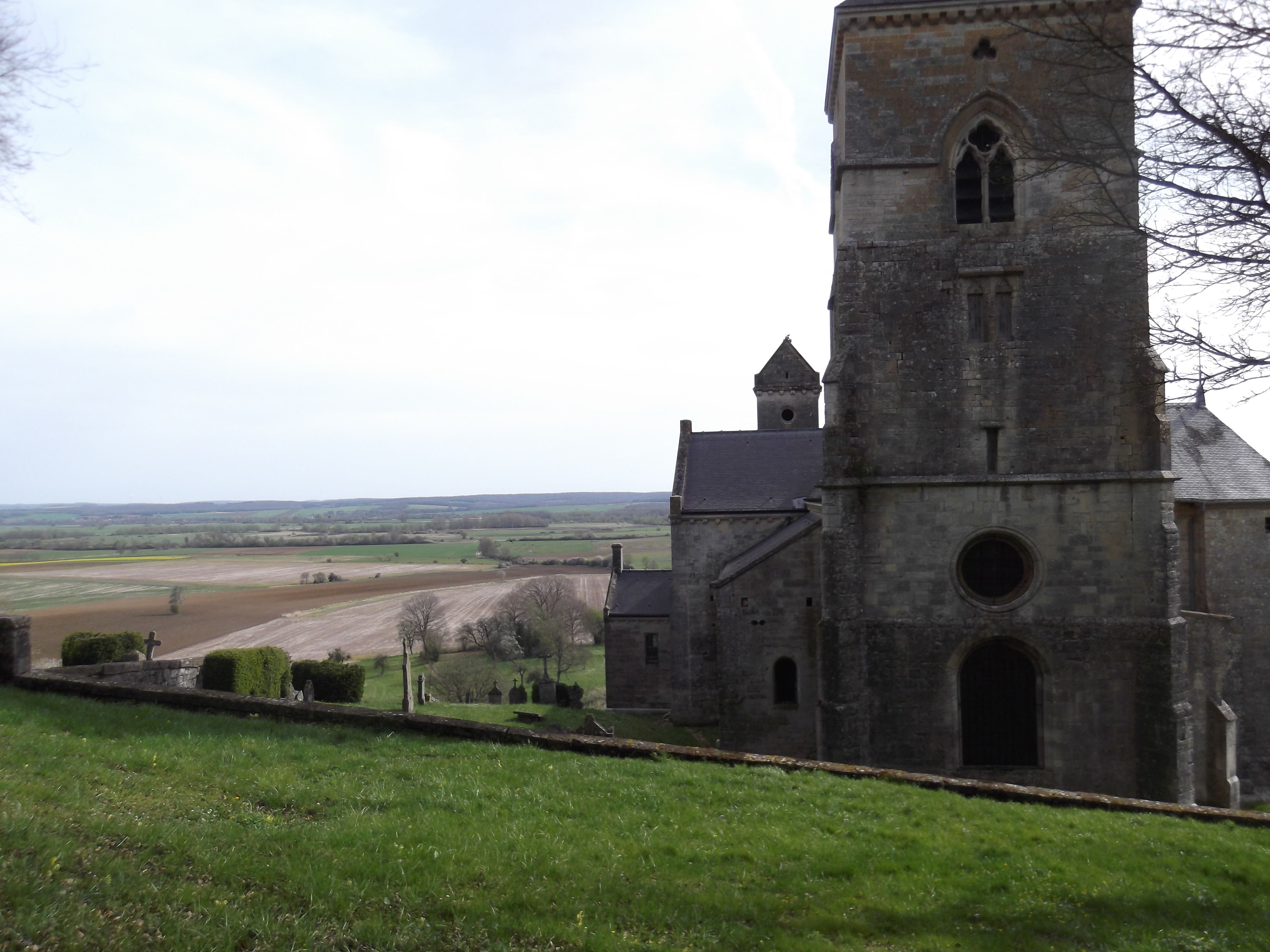
Notre Dame de l_Assomption von Westen und Blick über das Tal der Maas April 2022

Die Kirche Notre-Dame-de-l’Assomption (im deutschen Sprachraum Mariä Himmelfahrt) ist eine römisch-katholische Kirche in der Diözese Verdun im nördlichen Lothringen der französischen Region Grand Est. Sie war die Pfarrkirche der Orte Mont und Sassey, heute Mont-devant-Sassey. Das Bauwerk zeigt bauliche Stilelemente unterschiedlicher Epochen. Es sind romanische Bauteile, die in der Literatur als hervorragende Beispiele der Kirchenarchitektur Lothringens beschrieben werden: „Die Krypta zählt zum Kostbarsten, was romanische Baukunst in Lothringen geschaffen hat.“ 1875 wurde die Kirche für ihre Architektur, aber auch für ihre malerische Lage, in die Liste der klassifizierten historischen Monumente Frankreichs aufgenommen.

## Lage
Die Kirche liegt im Norden des Départements Meuse, nördlich von Verdun, auf einer Anhöhe über der Maas, abseits der kleinen Orte Mont und Sassey. Das Maas-Departement im Osten Frankreichs ist Teil einer Region, die in der Vergangenheit als Grenzregion wiederholt strittiges Objekt deutscher, französischer Herrschaftsansprüche und der Fehden des regionalen geistlichen und feudalen Adels um die Vorherrschaft im Herzogtum Lothringen war. Die exponierte Lage und viele bauliche Änderungen, bis hin zu militärischer Nutzung, lassen ihre frühere Bedeutung über die einer gewöhnlichen Ortskirche hinaus annehmen. Spuren eines früheren Frauenklosters sind oberirdisch nicht mehr vorhanden.

## Geschichte und Architektur
Französische Historiker vermuten eine keltische Kultstätte (sanctuaire celtique) als Vorgängerbau eines christlichen Kirchenbaus der gallo-romanischen Epoche. Im 7. Jahrhundert soll die heilige Begga (* um 620, † 17. Dezember 692, 693 oder 695), eine Ururgroßmutter Karls des Großen, den nach benediktinischen Regeln lebenden Kanonissen aus dem wallonischen Andenne Grundrechte auf dieser Anhöhe über der Maas gestiftet haben. Als im 9. Jahrhundert ihr Kloster in Andenne – das gleichfalls eine Stiftung der hl. Begga gewesen sein soll – von Normannen (oder Magyaren) geplündert und zerstört wurde, übersiedelten die Kanonissen nach Mont, „wo sie seit alters Güter besaßen.“ Das dortige Gotteshaus wurde zur Domanialkirche (oder auch Prioratskirche) der Niederlassung der Kanonissen.
Im 11. Jahrhundert wurde eine dreischiffige, flachgedeckte Basilika mit östlichem Querschiff erbaut. Nach H. Collin wurde sie in dieser Zeit von der Vogtei der Burggrafschaft Dun verwaltet und unterstand der Gerichtsbarkeit des Herzogs von Lothringen. Geistlicher Herr war der Bischof von Reims.
Ein Umbau Mitte des 12. Jahrhunderts hatte den Umfang eines Neubaus. Die Ostanlage mit Querschiff, Apsis, Chor und Nebenchören mit zwei, nach innen offenen Chorflankentürmen sowie die darunterliegende Krypta entstanden neu. Die Arkaden wurden erweitert und erhielten nach oben zugespitzte Bögen. Mit diesem Datum wird der Bau der Kirche verbunden und ordnet sie der Spätromanik zu. Charakteristisch für diese Architektur sind die von Verdun übernommene Ausführung der polygonalen Apsis, die Gestaltung beider Chorflankentürme und der Halle und die aus Burgund und der Provence bereits bekannte Ornamentik von Bögen und der Kapitelle.
Am Ende des Jahrhunderts wurde das südliche Schiff erneuert und größere Reparaturen am nördlichen Teil wurden ausgeführt. In dieser Zeit stritten sich die Grafen von Bar und Luxemburg um die Herrschaft über Lothringen. Die Kirche wurde mit einer Anhebung des Kirchendaches und Erhöhung der Seitenwände und darin Schießscharten wehr- und verteidigungsfähig gemacht. Nach anderer Beschreibung stammen diese baulichen Veränderungen aus dem 17. Jahrhundert, der Zeit des Dreißigjährigen Krieges.
Im 13. Jahrhundert erhielt das Kirchenschiff eine gewölbte Decke und das gotische, figurenreiche Portal an der Südseite.
Im 14. Jahrhundert wurde der viereckige Turm an die Westfront gebaut. Seine Funktion ist ungeklärt. Es wird angenommen, dass er von den zusammengeführten Kommunen Mont und Sassey im Zusammenhang mit der Erlangung ihrer Gemeindefreiheit erbaut wurde. Immer wieder waren Ausbesserungen nach wiederholtem Beschuss erforderlich. Marodierende englische und burgundische Söldnertruppen des Hundertjährigen Krieges werden auch die Niederlassung der Andenner Kanonissen nicht verschont haben. Größere bauliche Veränderungen aber erfolgten nicht mehr, das Bauwerk hatte weitgehend sein heutiges Aussehen erhalten. Ein mit 1312 datiertes Urbar, ein historisches Bestandsverzeichnis der Diözese Reims, beschreibt die Kirche mit „Parrochia de Montibus, in Imperio, fundata in honore B. Marie Virginis, Patronus: capitulum B. Marie de Andenne, Leodiensis diocesis“, was heißt: „In der Pfarrei von Mont, im Kaiserreich (Heiliges Römisches Reich), gestiftet der gesegneten Jungfrau Maria, unter dem Patronat des Kapitels der gesegneten Jungfrau Maria der Diözese Lüttich“.
Im 17. Jahrhundert verheerten der Dreißigjährige Krieg, die Religionskriege und die Entfestigungspolitik von Ludwig XIV., die nahezu alle lothringischen Schlösser, Burgen, Festungen und befestigte Kirchen wehrunfähig machen sollte, auch die Maasregion. Der Kirche von Mont wurden Mittelschiff, Chor und die beiden Chortürme zerstört, aber zügig wieder aufgebaut. Eine Erhöhung des Chores geschah, um einen Zufluchtsort mit Schießscharten zur Verteidigung zu schaffen. Zum Schutz der Figuren des Portals wurde eine Vorhalle gebaut – nicht ungewöhnlich bei sakralen Gebäuden – hier noch im Stil der Gotik.
Im 18. Jahrhundert gab es mehrfach Arbeiten an der Kirche: 1717 und 1732 am Turm, 1754 wurde die Vorhalle des Seitenportals wieder aufgebaut und ab 1772 die Fenster des Querschiffes und des nördlichen Seitenschiffes vergrößert.
Mit der Revolution Ende des 18. Jahrhunderts begann – wie in fast ganz Frankreich – die Zeit der Aufgabe und Vernachlässigung sakraler Bauwerke. In der Mitte des 19. Jahrhunderts wurden die beiden Chortürme, die im 17. Jahrhundert zerstört worden waren, wieder neu errichtet. 1878 oder 1879, zehn Jahre nach der Klassifizierung, gab es eine Reihe von Restaurierungsmaßnahmen, die mit „rücksichtslos“ und „desaströs“ beschrieben wurden. Oberhalb der Dachgesimse, einschließlich der Profile wurde fast alles verändert und erneuert. Es wurden die beiden Ecktürme der Apsis und die Gewölbe von Apsis, Chor und Querschiff mit den Kuppeln „ohne jede kunsthistorische Begründung“ erhöht, was der Kirche ein neues, verändertes Raumgefühl gab. Die Giebel von Querschiff und der Apsis wurden völlig erneuert. Im Apsisbogen verschwanden dabei die kleinen Säulen. Weil es für diese Arbeiten keinerlei ursprüngliche Angaben gab, hielt man sich als Muster an die Kathedrale von Verdun. Gut ein halbes Jahrhundert später hielt man dann diese Imitationen für die ursprüngliche Form und bezeichnete die Kirche von Mont als verkleinerte Version von Verdun. Im Inneren wurden ursprünglich verzierte Kapitelle und Vierungspfeiler durch grob behauene Steine ersetzt. Ein einziges Kapitell mit kunstvollem Geranke blieb erhalten.
1901 vernichtete in Brand die Turmuhr, drei Glocken, den Turmhelm und die Orgel. 1906 wurden diese Schäden behoben. Im Ersten Weltkrieg lag die Kirche im Frontbereich. Granatsplitter trafen 1914 und 1918 das Bauwerk. Letzte größere Restaurierungen am Hauptschiff und den Kuppeln begannen 1928. 1929 erhielt das nördliche Seitenschiff eine neue Kuppel. 1931 wurde der Turm außen restauriert und eine neue Orgelempore gebaut.

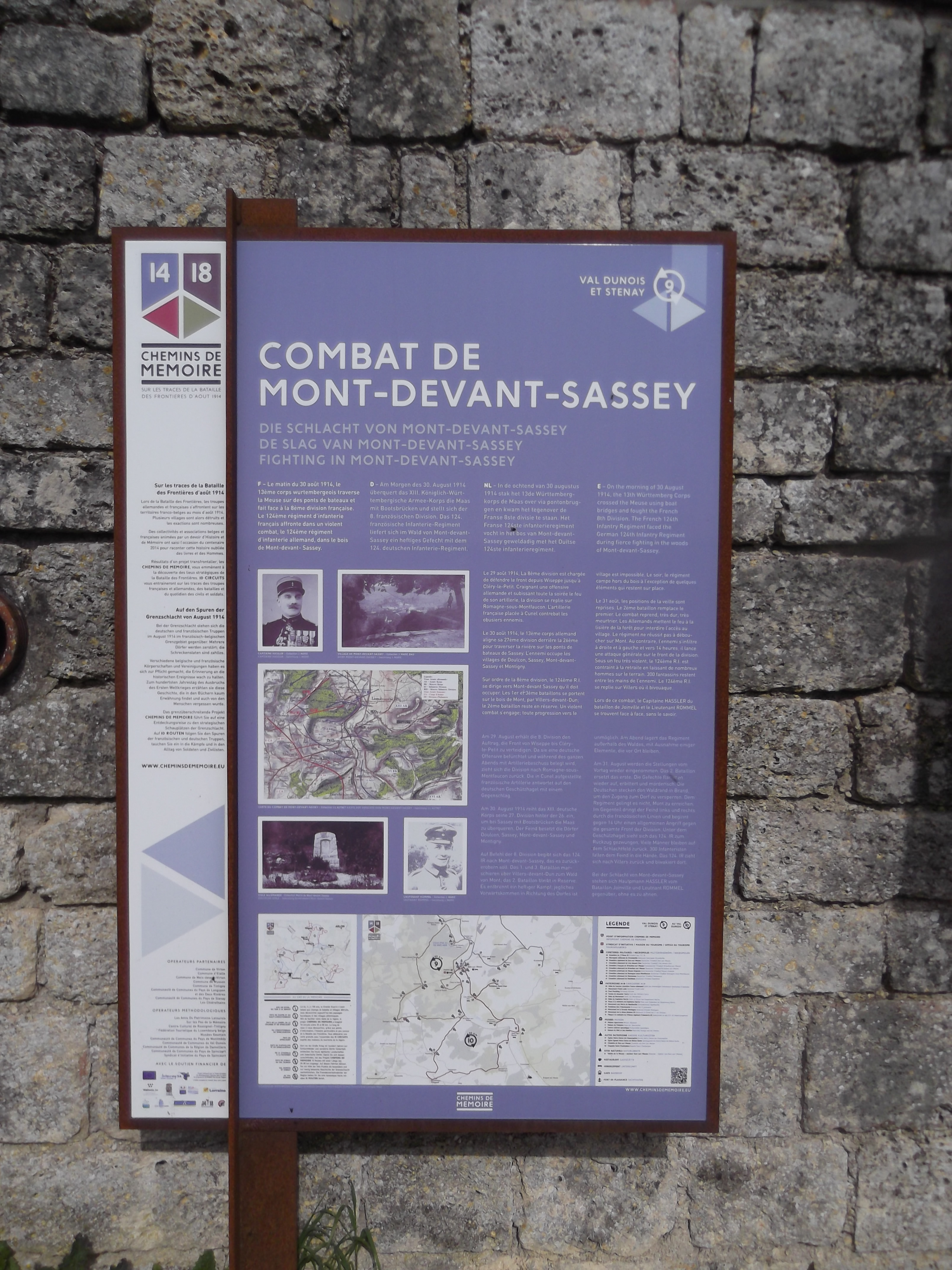
Hinweis auf ein deutsch-französisches Gefecht im 1. Weltkrieg 1914. Damaliger Kommandeur der deutschen Truppen war ein Leutnant Erwin Rommel, späterer Feldmarschall der deutschen Wehrmacht.

## Innenausstattung
Notre-Dame-de-l’Assomption wird nicht mehr als Pfarrkirche genutzt. Ausstattungsobjekte wie eine monumentale, romanische Madonna mit Jesuskind, eine Pietà und eine Christusfigur, beide letzteren aus dem 16. Jahrhundert, befinden sich im Musée de la Princerie in Verdun. Mehrere Grabplatten des Klerus aus dem 15. bis 18. Jahrhundert befinden sich in den südlichen und nördlichen Querschiffen. Ebenfalls in letzterem Querschiff sind noch Reste von Wandmalereien zu erkennen, deren Existenz schon 1669 erwähnt wurde. Die ursprünglichen Glocken der Kirche, eine 1434 davon gestiftet, wurden Mitte de 19. Jahrhunderts eingeschmolzen.

## Sehenswürdigkeiten

### Chor und Krypta
Chor und Krypta sollen von lombardischen Bauleuten in der Mitte des 12. Jahrhunderts errichtet worden sein. Die Krypta blieb, bis auf zwei Treppen als neue Zugänge, vor Eingriffen der Restaurierungsszeit verschont. H. Collin beschreibt die Architektur der Krypta mit „… sie ist eine der schönsten ihrer Art in der romanischen Baukunst und ganz bestimmt die bemerkenswerteste in Lothringen. Die Vortrefflichkeit ihrer Proportionen sowie ihre architektonische und technische Qualität sind das Kennzeichen einer Kunst im Vollbesitz ihrer Möglichkeiten.“ (Übersetzung aus dem Französischen)

Krypta von Notre Dame de l’Assomption in alter schwarz-weiß Fotografie von vor 1919

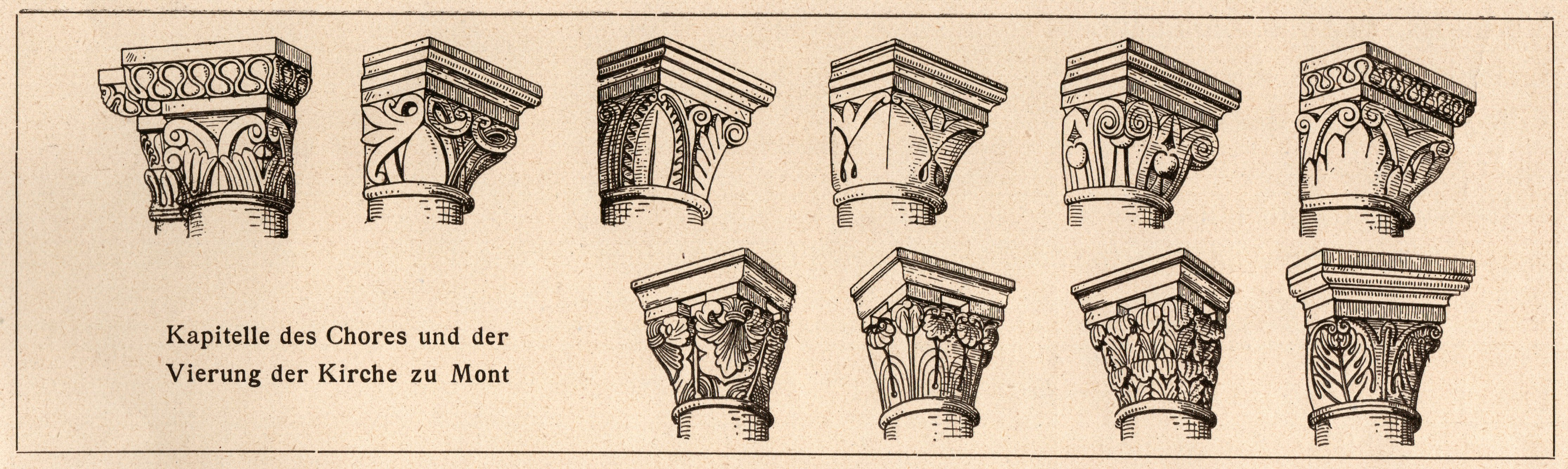
Zeichnungen von romanischen Kapitellen (12. Jh.) in Notre Dame de l’Assomption

Die ältere deutsche Kunstgeschichte ordnet beide Gebäudeteile der Trierer-Lothringer Baugruppe zu. Sie entstanden nach dem Vorbild des polygonalen Chors der Kathedrale von Verdun von Mitte des 12. Jahrhunderts an. Später, aber im selben Jahrhundert, wurden die Apsis der Trierer Simeonskirche und die Ostanlage des Trierer Doms in gleicher Weise errichtet.
Die Krypta von Mont ist auf Grund der Hanglage der Kirche ganz oberirdisch erbaut. Zusammen mit den fünf großen Fenstern erscheint das Innere für eine Unterkirche unerwartet hell und lichtdurchflutet. Ihre liturgische Bedeutung ist unbekannt. Für eine Grablege früherer Würdenträger, Stiftsangehöriger oder ein Memorial für die legendäre Stifterin Begga fehlen anerkannte Hinweise.
Die Besonderheiten trierisch-lothringischer Spätromanik sind eine polygonale Apsis mit Strebepfeilern und die floralen Verzierungen an Bauteilen. Die spätromanischen Kirchenbauten in den Trierer Suffraganbistümern Metz, Toul und Verdun zeigen keinen veränderten Raumstil, sondern einen neuen Ornamentstil. Sie bleibt „… in den Grundvoraussetzungen dem Rhein-Maas-Gebiet verbunden, bildet aber eine aus Burgund kommende und entlehnte Ornamentik eigenständig um und entwickelt jenen typisch lothringischen, erst feingliedrigen, später fast barock-üppigen Stil.“

### Portal
Das Portal ist das einzige noch erhaltene Figurenportal in der oberen Maasregion. Es zeigt, unter anderem, in den sechs Altersstufen der Menschheit die Entstehung der Welt, von Adam bis Christus. Links und rechts des Eingangs sind unter architektonischen Baldachinen jeweils fünf stehende Figuren zu sehen. Sie sind bis zu 2,10 Meter groß und aus gelblichem Kalkgestein skulptiert. Bis zu der Restaurierung waren seit dem 17. Jh. Gewänder, Gesichter und Hände gelblich und rötlich bemalt. Haare, Augenbrauen, Bärte usw. schwarz. Adam und Evas Blätterschurze waren grün. Auf alten Fotografien erkennt man eine alles überlagernde schwärzliche Oberfläche aus Algen.  Ihr gotischer Stil ähnelt den Portalskulpturen der Kathedrale von Reims, wirkt aber archaischer, schwerfälliger. Es sind links Adam und Eva, beide bedeckt mit einem Blätterkleid. Daneben Mose mit den Gesetzestafeln, Abraham mit dem zu opfernden Sohn auf einem aufgeschichteten Holzstoß. Das Ende der Reihe zeigt Noach mit dem Opferfeuer nach der Sintflut. Die linke Seite beginnt mit der Jungfrau Maria, dem Erzengel Gabriel, dem Propheten Jesaia (oder dem Evangelisten Johannes). Die fünfte Figur ist der Prophet Ezechiel (bei Reiners Apostel Petrus) mit dem aus dem Tempel strömenden Wasser, dem Heilwasser der Lehre Christi und Symbol der Erlösung durch die Taufe. Rechts und links der Vorhalle stehen in Nischen der gekrönte Königsprophet David und, erkennbar mit einem Stab, der erste Hohepriester Aaron. In dem mittleren Eingangspfeiler sind nur noch ein Heiligenschein und ein krönender Baldachin vorhanden. Es wird angenommen, dass hier eine Statue Unserer Lieben Frau stand, der Patronin der Kirche von Mont-devant-Sassey.
Das Tympanon zeigt horizontal dreigeteilt die Kindheitsgeschichte Jesu: Auf dem Türsturz die Mutter Maria auf einem Lager liegend, halb verdeckt durch einen Vorhang, die Geburt Jesu ist wohl gerade geschehen. Von einem ein Weihrauchfass schwenkenden Engel sind noch Fragmente erhalten. Das darüber befindliche Register zeigt von rechts nach links die Verkündigung und Anbetung der Hirten (oder Könige) und die Flucht nach Ägypten. Im oberen Register ist noch die Ermordung der Unschuldigen Kinder zu erkennen und, vermutlich, das Wunder des Weizenfelds. Ganz oben, unter dem Schlussstein, stellt eine gekrönte Figur im Schneidersitz den König Herodes dar, der die Ermordung der Kinder befohlen hatte.

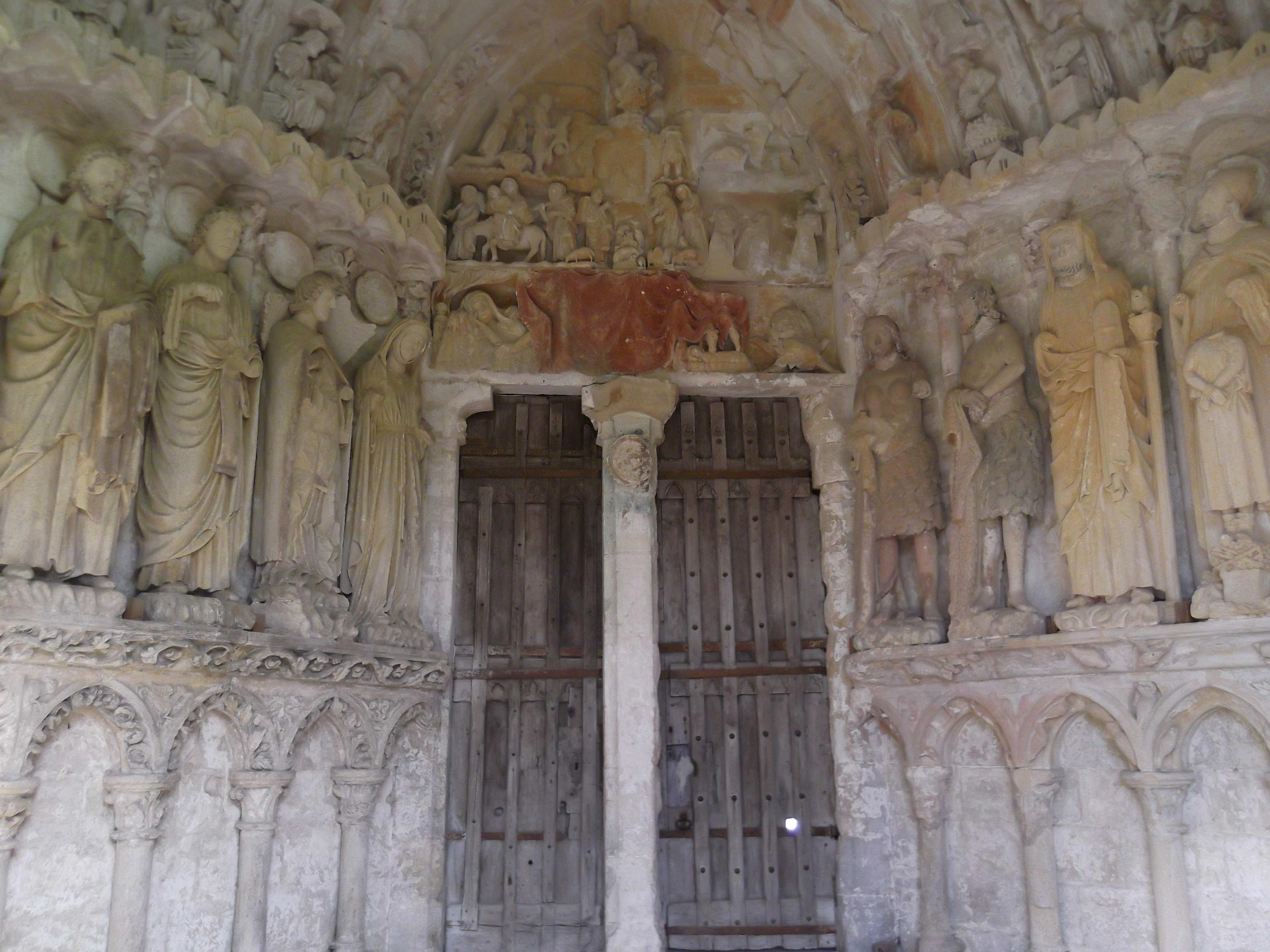
Teilansicht vom gotischen Portal der romanischen Kirche Notre Dame de l’Assomption 2022
Geburt und Kindheitsgeschichte Jesu. Fotografie vermtl. Ende 19. Jh. vor der Restaurierung
Johannes (Evangelist?), Erzengel Gabriel, Jungfrau Maria. Fotografie vermtl. Ende des 19. Jh.
Eva und Adam, Moses mit der Gesetzestafel. Fotografie vermtl. Ende des 19. Jh.